# Liste der Baudenkmale in Bad Rothenfelde
In der Liste der Baudenkmale in Bad Rothenfelde sind alle Baudenkmale der niedersächsischen Gemeinde Bad Rothenfelde aufgelistet. Die Quelle der Baudenkmale ist der Denkmalatlas Niedersachsen. Der Stand der Liste ist der 5. September 2022.
Der Denkmalatlas ist in diesem Bereich noch nicht vollständig und wird in Zukunft weiter ausgebaut.

## Allgemein
In den Spalten befinden sich folgende Informationen:
- Lage: die Adresse des Baudenkmales und die geographischen Koordinaten. Kartenansicht, um Koordinaten zu setzen. In der Kartenansicht sind Baudenkmale ohne Koordinaten mit einem roten Marker dargestellt und können in der Karte gesetzt werden. Baudenkmale ohne Bild sind mit einem blauen Marker gekennzeichnet, Baudenkmale mit Bild mit einem grünen Marker.
- Bezeichnung: Bezeichnung des Baudenkmales
- Beschreibung: die Beschreibung des Baudenkmales. Unter § 3 Abs. 2 NDSchG werden Einzeldenkmale und unter § 3 Abs. 3 NDSchG Gruppen baulicher Anlagen und deren Bestandteile ausgewiesen.
- ID: die Objekt-ID des Baudenkmales
- Bild: ein Bild des Baudenkmales, ggf. zusätzlich mit einem Link zu weiteren Fotos des Baudenkmals im Medienarchiv Wikimedia Commons. Wenn man auf das Kamerasymbol klickt, können Fotos zu Baudenkmalen aus dieser Liste hochgeladen werden:

## Aschendorf
| Lage                                           | Bezeichnung                               | Beschreibung | ID       | Bild           |
| ---------------------------------------------- | ----------------------------------------- | --- | -------- | -------------- |
| Am Forsthaus 9 52° 5′ 59″ N, 8° 9′ 29″ O       | Hof Meyer zu Helfern                      | Östlich der Straße gelegene Scheune, zwischenzeitlich als zweiteiliger Gebäudekomplex: die ehemalige Scheune des abgegangenen Meyerhofes zu Helfern, als Wandständerbau mit teils aufgerähmten und teils eingehälsten Bundbalken, Giebel mit starker Knaggenvorkragung, Querdurchfahrtsdiele, Satteldach, später halb abgewalmt, errichtet 1701 (i). Nach Süden schloss ein zweigeschossiger, verputzter Wohnhausanbau mit Satteldach von 1887 an. Dieser wurde 1985 abgebrochen. Das Gebäude wird wohl als Forsthaus genutzt.                                                             | 35467571 | Weitere Bilder |
| Am Forsthaus 23 52° 5′ 52″ N, 8° 9′ 29″ O      | Klostermühle Helfern (Mühlengebäude)      | Südlich des Mühlengrabens gelegene Mühle als dreigliedriger Gebäudekomplex aus dem eigentlichen Mühlengebäude, einem Ziegelbau mit Fachwerkkniestock von 1901 (i) und Bruchsteinuntergeschoss von 1756 (i) sowie Satteldach, dem südwestlich anschließenden Wohnhausanbau von um 1901, mit massivem, verputzten EG mit Ziegelgliederung und OG in Fachwerk sowie Krüppelwalmdach, und einer an diesen rechtwinklig anschließende Erweiterung als zweigeschossiger Putzbau mit Satteldach von um 1910. Mit den Veränderungen ab 1901 ging auch ein Nutzungserweiterung als Gasthaus einher. | 35467718 | BW             |
| Am Forsthaus 23 52° 5′ 54″ N, 8° 9′ 30″ O      | Klostermühle Helfern (Mühlenteich)        | Nordöstlich des Mühlengebäudes gelegener großer Stau- und Mühlenteich, mit reguliertem Zulauf nordöstlich und reguliertem Ablauf südwestlich in den Mühlengraben, der weiter nach Südwesten zum Mühlengebäude mit Wehr und oberschlächtigem Mühlenrad abfließt, ursprünglich wohl bereits zusammen mit dem Mühlenstandort im 14. Jh. angelegt. Mit dem heutigen Mühlengebäudes wurde gleichzeitig 1756 das gesamte Stauwerk erneuert. | 35469060 | BW             |
| Frankfurter Straße 73 52° 6′ 6″ N, 8° 9′ 57″ O | Hof Niebrügge (Heuerhaus)                 | Südlich der Umgehungsstraße gelegenes Doppelheuerhaus, bestehend aus zwei spiegelbildlich aneinander gebaute Heuerhäuser, massive Bruchsteinaußenmauern, Segmentbogenöffnungen und Dielentore mit Ziegeleinfassungen, Satteldach, errichtet um 1880 (Inschrifttafel: 188...). | 35467104 | BW             |
| Im Masch 56 52° 5′ 29″ N, 8° 7′ 52″ O          | Hof Borgmeyer (Wohn-/ Wirtschaftsgebäude) | Am Ende eines kleinen Stichweges gelegener Vierständerbau, Unterrähm, Kammerfach mit Aufsprung, Fachwerk mit verputzten Gefachen, Satteldach, errichtet 1866 (i) durch Zimmermeister Bredemann, wohl unter Einbeziehung eines älteren Kerngerüstes. Im Inneren der Flettdielengrundriss erhalten. | 35467619 | BW             |
| Im Masch 70 52° 5′ 26″ N, 8° 8′ 13″ O          | Hof Godewerth (Wohn-/ Wirtschaftsgebäude) | Südlich des alten Wirtschaftshofes gelegener Vierständerbau mit aufgerähmten Balken, gleichmäßiges Rasterfachwerk mit verputzten Gefachen, Kammerfach mit schmaler Erweiterung beidseitig, Ständer mit geradem Kopf, Kopfbänder teils profiliert, Krüppelwalmdach, errichtet 1828 (i) von Familie Godewerth und durch Zimmermeister Temme. Im Inneren der Flettdielengrundriss mit Schwerwand erhalten, Flett zum Teil verbaut. Der Dielenteil rechts mit rechtwinklig angebautem Stallflügel ohne Denkmalwert.                                                                            | 35467743 | BW             |
| Im Masch 70 52° 5′ 27″ N, 8° 8′ 14″ O          | Hof Godewerth (Scheune)                   | Nördlich des Wirtschaftshofes gelegene Scheune, Dreiständerbau ohne Kübbung, eingehälste Bundbalken, Gefügeknoten mit gekehlten Kopfbändern, über Hakenbalken flach vorkragende, vertikal verbretterte Giebeldreiecke, zwei Längsdurchfahrten, Satteldach, errichtet 1751 (i). | 35469527 | BW             |
| Im Masch 70 52° 5′ 27″ N, 8° 8′ 15″ O          | Hof Godewerth (Wagenschauer)              | Nördlich des Wirtschaftshofes gelegener Wagenschauer, kleiner Fachwerkbau mit verputzten Gefachen, Satteldach, errichtet nach 1850. | 35469759 | BW             |
| Im Masch 70 52° 5′ 26″ N, 8° 8′ 15″ O          | Hof Godewerth (Speicher)                  | Östlich gelegener mehrfunktionaler, zweigeschossiger Speicher, EG und Rückgiebel in verputzter Bruchsteinbauweise, OG sowie der nach vorne anschließende Querdielentrakt in Fachwerk mit verputzten Gefachen, Satteldach, errichtet wohl um 1820. | 35469643 | BW             |
| Im Strange 10 52° 5′ 45″ N, 8° 9′ 56″ O        | Hof Geersmann (Wohn-/ Wirtschaftsgebäude) | Den Wirtschaftshof nach Norden hin abschließender Dreiständerbau mit aufgerähmten Balken, Kammerfach mit Aufsprung, Satteldach, errichtet wohl 1840. Im Inneren das Gerüst stark verändert, um 1890 Diele umgebaut, wohl Teile des alten Gerüstes wiederverwendet und Giebel sowie linke Traufseite in verputzter Massivbauweise erneuert. Flett mit hohen Luchten und Kaminsteinen von 1844 (i) erhalten. | 35467200 | BW             |
| Im Strange 10 52° 5′ 44″ N, 8° 9′ 55″ O        | Hof Geersmann (Stall)                     | Den Wirtschaftshof nach Westen abschließender, langgestreckter Stall, verputzter Massivbau, Satteldach, errichtet um 1890. Südlich eine weitere Scheune direkt angebaut, als Massivbau aus Bruch- und Kalksteinmauerwerk, Krüppelwalmdach. | 35469781 | BW             |
| Im Strange 10 52° 5′ 46″ N, 8° 9′ 57″ O        | Hof Geersmann (Speicher)                  | Östlich des Wohn-/Wirtschaftsgebäudes gelegener, zweigeschossiger Speicher mit Stallnutzung, Fachwerkbau mit verputzten Gefachen, östliche Traufseite auf der Einfriedungsmauer aufsitzend, Satteldach, errichtet wohl um 1840/50. Nach Süden als Putzbau verlängert. | 35469549 | BW             |
| Im Strange 10 52° 5′ 45″ N, 8° 9′ 57″ O        | Hof Geersmann (Scheune)                   | Den Wirtschaftshof nach Osten abschließende Scheune, Wandständerbau, Fachwerk mit verputzten Gefachen, östliche Traufseite auf der Einfriedigungsmauer aufsitzend, außermittige Längsdurchfahrt, Satteldach, hofseitig mit Dachüberstand, errichtet 1858 (i). | 35469665 | BW             |
| Im Strange 10 52° 5′ 45″ N, 8° 9′ 57″ O        | Hof Geersmann (Einfriedung)               | Die Hofanlage nach Osten und teils im Süden abschließende Einfriedung, Bruchsteinmauerwerk, errichtet wohl um 1850. | 48741299 | BW             |
| Im Strange 12 52° 5′ 42″ N, 8° 9′ 58″ O        | Hof Geersmann (Heuerhaus)                 | Im Norden des Wirtschaftshofes gelegener Dreiständerbau, Wirtschaftsgiebel mit zweifacher Knaggenvorkragung, Außenwände sonst in verputzter Massivbauweise erneuert, Satteldach, errichtet wohl im Kern 1780 (i), nachträglich verändert und zu ausschließlichen Wohnzwecken umgebaut. Südwestlich der Stallanbau direkt anschließend, Fachwerk mit verputzten Gefachen, Satteldach. | 35467150 | BW             |
| Im Strange 12 52° 5′ 41″ N, 8° 9′ 59″ O        | Hof Geersmann (Scheune)                   | Im Süden des kleinen Wirtschaftshofes gelegene und direkt an den Stall anschließende Scheune, Fachwerk mit verputzten Gefachen, Längseinfahrt, Krüppelwalmdach, errichtet wohl im 19. Jh. | 35467125 | BW             |
| Versmolder Straße 55 52° 5′ 54″ N, 8° 8′ 24″ O | Hof Middendorf                            | Südlich der Müschener Straße gelegener Vierständerbau mit verputzten Bruchsteinaußenwänden, Eckquaderung und Fenstereinfassungen aus Sandstein, Satteldach, errichtet 1848 (i). Das Innengerüst mit Ständerreihe und Flettbereich erhalten. | 35467595 | BW             |
| Versmolder Straße 55 52° 5′ 35″ N, 8° 8′ 47″ O | Hof Tarner                                | Unmittelbar östlich, direkt an einer überregional wichtigen Straße gelegenes Wohn-/Wirtschaftsgebäude des Hofes Tarner, stattlicher Vierständerbau, Kammerfach mit Aufsprung, schmale Kübbung rechts, beide Giebel mit zweifacher Knaggenvorkragung, Fachwerk mit verputzten Gefachen, Satteldach, errichtet 1821 (i). Im Inneren der Flettdielengrundriss erhalten. | 35467693 | BW             |

## Bad Rothenfelde
| Lage                                            | Bezeichnung                                   | Beschreibung | ID       | Bild           |
| ----------------------------------------------- | --------------------------------------------- | --- | -------- | -------------- |
| Am Friedhof 52° 6′ 32″ N, 8° 8′ 56″ O           | Ehrenhain Bad Rothenfelde (Gedenkstätte)      | Inmitten eines Wäldchens gelegene Gedenkstätte, bestehend aus einer massiven Mauer mit Quadermauerwerk und großen Gedenktafeln für die Gefallenen des Ersten Weltkrieges im Osten und einem Obelisken im Westen der Anlage für die Gefallenen des Zweiten Weltkrieges, errichtet wohl in den 1920er Jahren. Nach dem Zweiten Weltkrieg erweitert. | 35467765 | BW             |
| Am Friedhof 52° 6′ 32″ N, 8° 8′ 57″ O           | Ehrenhain Bad Rothenfelde (Grünanlage)        | Zum Ehrenhain gehörende Grünanlage in Form eines kleinen Wäldchens, das die Gedenkstätte umgibt, und einer Allee, die die einzelnen baulichen Elemente der Gedenkstätte miteinander verbindet, errichtet wohl ursprünglich in den 1920er Jahren. | 35469323 | BW             |
| Am Kurpark 52° 6′ 35″ N, 8° 9′ 42″ O            | Altes Gradierwerk                             | In unmittelbarer Nähe zur ersten Salzquelle gelegenes Gradierwerk, 1773/74 von Salinedirektor Bartolomäus Lüttich errichtet, nach Entdeckung der Salzquellen in Bad Rothenfelde im Jahr 1724 und im Zusammenhang mit dem Auftrag des Fürstbischofs Ernst August II. von Braunschweig-Lüneburg zum Bau einer Saline. Zweistöckiges Balkenwerk aus dicken Holzschwellen mit Dornen und Solehochbehälter. Um 1926/28 am westlichen Ende mit einem Treppenturm als Stahl-Glas-Konstruktion im Bauhausstil erweitert. Nach Teileinsturz 1989 wurde das Gradierwerk verkürzt und unter Einbeziehung von alten Hölzern und Wetterturm 1994–1996 wieder aufgebaut. | 35467526 |                |
| Am Kurpark 52° 6′ 36″ N, 8° 9′ 38″ O            | Kassenhaus des Kurparks                       | Im nördlichen Bereich des Kurparkes gelegenes Kassenhäuschen, massiver Putzbau mit Rundbogentor, Mansardwalmdach mit Uhrenturm mittig, errichtet um 1913. | 35467459 |                |
| Am Kurpark 52° 6′ 32″ N, 8° 9′ 41″ O            | Stollen                                       | Gemauerte Soleleitung mit Zulaufkanälen und ehemaliger Radkammer im Süden, als Teil eines komplexeren Stollensystems für die Soleführung, angelegt wohl im Zusammenhang mit dem Bau des Alten Gradierwerkes um 1773/74. Der Raddurchmesser betrug ca. 10 Meter. | 37613001 | BW             |
| Am Kurpark 52° 6′ 36″ N, 8° 9′ 36″ O            | Denkmal                                       | Inmitten des Kurparks gelegenes Denkmal für Heinrich Schüchtermann, Kurdirektor und Mitbegründer der Rothenfelder Salinen- und Solbad AG, Obelisk auf Postament und gestuftem Podest, Naturstein mit Reliefs, Brunnenbecken und Wasserspeiern sowie Medaillon aus Metal mit Konterfei Schüchtermanns, gestaltet von Bildhauer Gerhard Janensch, aufgestellt 1916. | 35467790 | Weitere Bilder |
| Am Kurpark 52° 6′ 38″ N, 8° 9′ 37″ O            | Konzertmuschel                                | Eingeschossiger Musikpavillon, verputzter Massivbau, mit Mansardwalmdach, wohl um 1887 errichtet. Das Gebäude über quadratischem Grundriss und unverputztem Sockelmauerwerk. Kassettierte Konzertmuschel. Neobarocke Dekorationselementen. Zugang rückwärtig. 1913 wohl nochmals verändert. | 35467438 |                |
| Am Kurpark 52° 6′ 39″ N, 8° 9′ 34″ O            | Brunnenschacht mit Solequelle und Gedenkstein | Inmitten des Kurparks gelegene Solequelle, massiv mit Bruchsteinmauerwerk eingefasst, als Ausgangspunkt eines komplexeren Stollensystems zur Soleleitung, errichtet ursprünglich nach Entdeckung der Quelle 1724. Südlich der Quelle befindet sich der Gedenkstein in Form einer Kartusche mit Wappen von Ernst August II. von Hannover und Inschrift „Durch Gottes Gnade ist dieser Salzbrunn/ Erfunden 1724 den 22 September“. Gedenkstein und Quelle wurden 1979 neu eingefasst. | 35467407 | BW             |
| Am Kurpark 1 52° 6′ 32″ N, 8° 9′ 37″ O          | Westfälischer Hof                             | Östlich des südlichen Bereiches des Kurparkes gelegenes Gasthaus von um 1880, aus dem Markkotten Grafe hervorgegangen. Traufständiger, zweigeschossiger, elfachsiger, verputzter Massivbau, Öffnungen mit flachen Segmentbögen und Sandsteineinfassungen, Satteldach. Rückwärtig ein eingeschossiger Vorbau und seitliche Flügelanbauten direkt anschließend. | 35467383 |                |
| An der Springmühle 2 52° 7′ 9″ N, 8° 10′ 1″ O   | Palsterkamper Mühle (Mühlengebäude)           | Inmitten der Anlage gelegenes Mühlengebäude, mit Haupthaus westlich, Vierständerbau, Satteldach, errichtet 1826 (i). Östlich ein Verbindungsbau, unter dem der Mühlengraben durchfließt, wo sich auch das Wasserrad befindet, und daran direkt anschließende Erweiterung als Wirtschaftsgebäude von 1866, mit massivem und verputztem EG, Fachwerkobergeschoss, Satteldach. Das Haupthaus nachträglich vorwiegend zur Gaststättennutzung umgebaut. | 35467222 | BW             |
| An der Springmühle 2 52° 7′ 9″ N, 8° 10′ 0″ O   | Palsterkamper Mühle (Scheune)                 | Westlich des Mühlengebäudes gelegene Doppelscheune mit Parallelgiebel, Fachwerk mit verputzten Gefachen, eine mittige und eine außermittige Längseinfahrt, Satteldächer, errichtet 1875 (i). | 48784363 | BW             |
| An der Springmühle 2 52° 7′ 11″ N, 8° 10′ 2″ O  | Palsterkamper Mühle (Gewässer)                | Nördlich der Mühle liegt der Mühlenteich, von dem unter dem Mühlengebäude hindurch der Mühlengraben in Richtung Süden läuft. Angelegt wohl zusammen mit der Mühle bereits Mitte des 17. Jahrhunderts. | 48783175 | BW             |
| Brunnenstraße 52° 6′ 35″ N, 8° 9′ 30″ O         | Brunnenhaus des Wittekindsprudels             | Östlich des Kurparkes gelegenes Pumpenhaus bzw. Brunnenhaus des Wittekindsprudels, 1931 im Zusammenhang mit der Erbohrung dieses von Architekt Lothar Gürtler aus Osnabrück errichtet. Schlichter, eingeschossiger Massivbau über kreisrundem Grundriss, kreisrundes Flachdach mit strebepfeilerartigen Wandvorlagen und turmartigem, rechteckigen Aufbau mit geneigtem Flachdach, verglaster Ostseite und Zugang mit Flachdach im EG. Im Inneren das Treppenhaus und die Pumptechnik erhalten. | 37613161 | BW             |
| Frankfurter Straße 3 52° 6′ 31″ N, 8° 9′ 47″ O  | Kurmittelhaus / Altes Kurhaus / Badehaus      | Südlich des Alten Gradierwerkes gelegenes Badehaus, dreiflügelige Anlage mit zweigeschossigem Mittelbau und zweigeschossigen Eckpavillons, diese verbindende Badeflügel mit basilikalem Querschnitt, errichtet 1907–1909 nach Plänen des Architekten Erwin Brütsch (Freiburg/Br.). Die Innenraumgestaltung stammt vom Architekten Karl Frey. Der Massivbau wird gegliedert mit Quaderungen, Lisenen, Geschossgesimse sowie Fenstereinfassungen mit flacher und segmentbogiger Verdachung, Mansardwalmdächer mit Ochsenaugen und Satteldächern. 1974 umfassend durch das Architekturbüro Werner Rehage umgebaut.                                            | 35467644 | Weitere Bilder |
| Frankfurter Straße 4 52° 6′ 30″ N, 8° 9′ 38″ O  | Eisenwaren Großhandel Heinrich Kleine-Tebbe   | Nordwestlich des Wohn-/Geschäftshauses der Firma Kleine-Tebbe gelegenes Lagergebäude, viergeschossiger, verputzter Massivbau mit Flachdach, die südliche Längsseite durch turmartigen Vorbau von 4½ Geschossen mit zusätzlichem, asymmetrisch aufgesetztem Geschoss, errichtet 1930 im Bauhausstil. Die strenge Horizontalgliederung durch kantige Sohlbankgesimse und horizontale Fenstersprossung erhält ihr Gegengewicht durch den aufstrebenden Turmvorbau mit vertikalem Treppenhausfensterband und lanzettartigen Fenstern des obersten Geschosses.                                                                                                  | 35469213 | BW             |
| Frankfurter Straße 6 52° 6′ 30″ N, 8° 9′ 39″ O  | Eisenwaren Großhandel Heinrich Kleine-Tebbe   | Traufständiges, zweigeschossiges, verputztes Wohn- und Geschäftshaus mit Satteldach, zur Straße eingeschossiger Ladenvorbau, zugleich als Altan für das OG, errichtet 1884 (i). Aufwendige historistische, an die Renaissance angelehnte Fassadengliederung aus Doppelpilastern zwischen den Schaufenstern, Geschossgesims, Balustrade am Altan, Fensterrahmung und -verdachung. Am Nordgiebel über dem mittleren Fenster des OG Tafel mit der Datierung. | 35467547 | BW             |
| Hannoversche Straße 52° 6′ 31″ N, 8° 10′ 1″ O   | Neues Gradierwerk                             | Südöstlich und in unmittelbarer Nähe zum Alten Gradierwerk liegt das Neue Gradierwerk, welches 1818–1824 vom Salinedirektor Carl Ludwig Schloenbach errichtet wurde. Balkenwerk von 10 m Höhe und 412 m Länge, mit Dornen. Massive Wände aus Bruchsteinmauerwerk an den Kopfenden, Solebehälter mit Windkunst und Pumpmechanismus. | 35467505 | Weitere Bilder |
| Hannoversche Straße 52° 6′ 32″ N, 8° 9′ 53″ O   | Gefallenendenkmal Deutsch-Französischer Krieg | Westlich des Neuen Gradierwerkes und in einer Achse zwischen beiden Gradierwerken gelegenes Denkmal für die Gefallenen des Deutsch-Französischen Krieges 1870/71, Pfeiler aus Granit über zweifach gestuftem Podest, abgeschlossen mit gußeiserem Adler, errichtet 1914 als Stiftung von Geheimrat Dr. Victor Weidtman. Pfeiler mit Eisernem Kreuz, Reliefs mit Büsten von Wilhelm I., Bismarck und zwei weiteren Persönlichkeiten, Inschrift und Namen des Gefallenen und der Kriegsteilnehmer. | 35467481 | Weitere Bilder |
| Palsterkamp 1 52° 6′ 46″ N, 8° 10′ 35″ O        | Wasserburg Palsterkamp (Herrenhaus)           | Inmitten der ehemaligen Burginsel gelegenes, langgestrecktes, zweigeschossiges Herrenhaus, massiver Putzbau mit hohem Kellergeschoss, flachem Mittelrisalit westlich mit Dreieckgiebel und vorgelegter zweiarmiger Treppe, Sandsteingliederungen, darunter stark profiliertes Sockelgesims, Pilaster, Eckquaderung, Krüppelwalmdach, errichtet 1789. | 35467315 |                |
| Palsterkamp 1 52° 6′ 46″ N, 8° 10′ 37″ O        | Wasserburg Palsterkamp (Remise)               | Auf der Burginsel und östlich des Herrenhauses gelegene Remise, massiver Putzbau mit quadratischen Fensteröffnungen, mehreren Tür- und Toröffnungen, teils rundbogig und mit Sandsteineinfassungen, Halbwalmdach, errichtet wohl im Zusammenhang mit dem Herrenhaus nach 1789. | 48782359 | BW             |
| Palsterkamp 1 52° 6′ 46″ N, 8° 10′ 33″ O        | Wasserburg Palsterkamp (Brücke)               | Westlich des Herrenhauses liegt die Brücke über den Wassergraben, massive, zweibogige Brücke, die östlich von einer Toranlage mit zwei Torpfeilern aus Sandstein abgeschlossen wird, errichtet wohl im Zusammenhang mit dem Herrenhaus um 1789. | 48796693 | BW             |
| Palsterkamp 1 52° 6′ 43″ N, 8° 10′ 36″ O        | Wasserburg Palsterkamp (Wassergraben)         | Die Burginsel kreisförmig umgebender Wassergraben, ursprünglich gemeinsam mit der Burg Anfang des 15. Jahrhunderts angelegt. | 45195500 | BW             |
| Palsterkamp 1 52° 6′ 44″ N, 8° 10′ 28″ O        | Wasserburg Palsterkamp (Allee)                | Ungefähr 200 Meter lange einfache Allee aus Linden in geradem Verlauf auf Damm von Südwesten nach Nordosten auf die Burginsel ausgerichtete Zufahrt. | 45195555 | BW             |
| Palsterkamp 1 52° 6′ 44″ N, 8° 10′ 40″ O        | Wasserburg Palsterkamp (Damm)                 | Die Burginsel im Halbkreis von West nach Süden umgebener Damm, mit alleeartiger Bepflanzung und altem Baumbestand, im Westen von Brücke, Toranlage mit Mauern und Torpfeilern abgeschlossen, ursprünglich wohl bereits im Zusammenhang mit der Burg im 15. Jahrhundert angelegt. | 45195514 | BW             |
| Parkstraße 1 52° 6′ 39″ N, 8° 9′ 39″ O          | Kurhaus                                       | Am östlichen Nordrand des Kurparkes gelegenes Kur- und Badehotel, aus dem Markkotten Höcker und nachfolgendem altem Badehotel hervorgegangen und seit 1914 von der Rothenfelder Salinen- und Solebad-Aktiengesellschaft in der heutigen Form umgebaut. Repräsentativer dreigeschossiger, weiß verputzter Massivbau mit Mansarddach aus zwei rechtwinklig zueinander stehenden Flügeln mit turmartigem Aufsatz im Schnittpunkt. Die Fassaden lebhaft gegliedert durch Zwerchhäuser, erkerartige Ecktürmchen und Balkone. | 35467315 | Weitere Bilder |
| Parkstraße 9 52° 6′ 43″ N, 8° 9′ 33″ O          | Wohnhaus                                      | Südlich der Parkstraße gelegenes zweigeschossiges Wohnhaus, ehemals mit schmalem Gartengrundstück, verputzter Massivbau, gotisierender Fassadenschmuck mit Fischblasenornamenten, Fenster mit Vorhangbögen, Mittelerschließung durch Doppeltür über eingezogener Treppe, vorspringendes Halbwalmdach, errichtet 1905 (i). Zweiseitig Altane mit verglasten Veranden sowie eine über Eck gezogene weitere Veranda im EG, ehemals mit farbiger Verglasung. | 35467294 |                |
| Parkstraße 10 52° 6′ 44″ N, 8° 9′ 35″ O         | Kinderheim Hedwighaus                         | Nördlich der Parkstraße gelegenes traufständiges, zweieinhalbgeschossiges Wohn-/Geschäftshaus, massiver Putzbau, Fassaden mit geschosstrennendem Gesims, Quaderfugenputz, segmentbogigen Öffnungen, Balkonen mit Konsolen sowie nachträglicher Veranda im EG, Krüppelwalmdach mit Holzgespärren in den Giebeln und kleinen Giebelgauben, errichtet ursprünglich wohl bereits um 1823 als Wohnhaus und Arztpraxis, nachträglich mehrfach verändert und erweitert. | 45100124 |                |
| Parkstraße 11 52° 6′ 44″ N, 8° 9′ 32″ O         | Villa Lichthardt                              | Westlich der Parkstraße gelegenes zweigeschossiges Wohnhaus mit massivem EGs in Werkstein und Fachwerkobergeschoss mit Ziegelausmauerung, bewegte Fassaden mit Balkonen und turmartigen Treppenhausrisalit mit hohem Pyramidendach, Walmdach, errichtet wohl 1890. Östlich eine verglaste Holzveranda angebaut. | 35467247 | BW             |
| Osnabrücker Straße 9 52° 6′ 43″ N, 8° 9′ 42″ O  | Villa Kanzler                                 | Westlich der Straße gelegenes, zweigeschossiges, dreiachsiges Wohnhaus, die sogenannte Villa Kanzler, verputzter Massivbau mit Seitenrisalit, portikusartiger Eingang, Gliederung der Fassaden mittels neorenaissancistischen Stuckelementen, flaches Walmdach, errichtet 1892 für den Arzt Dr. Otto Kanzler. | 43561326 | BW             |
| Osnabrücker Straße 9 52° 6′ 43″ N, 8° 9′ 39″ O  | Villa Kanzler (Garten)                        | Zum Grundstück der sogenannten Villa Kanzler gehört auch der Garten mit Einfriedung, welche den Vorgarten zur Straße nach Osnabrück mittels Pfeilern mit schlichtem Metallzaun begrenzt. Angelegt ursprünglich zusammen mit dem Wohnhaus um 1892. Die ursprüngliche Einfriedung straßenseitig bestand aus schmiedeeisernem Gitter und zwei Pfeilern als Zugangstor. Diese Situation wurde nachträglich verändert. | 43561342 | BW             |
| Osnabrücker Straße 15 52° 6′ 45″ N, 8° 9′ 42″ O | Villa Weber                                   | Westlich der Straße gelegenes traufständiges, zweigeschossiges Wohnhaus, massiver Backsteinbau, straßenseitig eine aufwendig gegliederte Straßenfassade als Schaufassade, villenartig im Stil der sogenannten Bäderarchitektur mit übergiebeltem Risalit, portikusähnlichem Eingang und Altan, weiß abgesetzte Putzelemente wie Eckquaderung, Fensterbrüstungen und -einfassungen, Krüppelwalmdach, errichtet wohl 1899 (i) als Logierhaus. | 35467361 |                |